# فيتبيت
فيتبيت (بالإنجليزية: Fitbit, Inc.)‏ هي شركة أمريكية، تأسست في 2007، يقع مقرها في سان فرانسيسكو، تنتج أجهزة تتبع الأنشطة وأجهزة التكنولوجيا القابلة للارتداء اللاسلكية والتي تقيس البيانات مثل عدد الخطوات ومعدل ضربات القلب والخطوات المتصاعدة وغيرها من المقاييس الشخصية المشاركة في اللياقة البدنية.

## وصلات خارجية
- الموقع الرسمي